# Swainsona procumbens
Swainsona procumbens là một loài thực vật có hoa trong họ Đậu. Loài này được (F.Muell.) F.Muell. miêu tả khoa học đầu tiên.